# 청춘불패 2
《청춘불패 2》는 KBS 2TV의 텔레비전 버라이어티 프로그램이다. 《청춘불패》의 후속작이다. 19회 방송분부터 46회 방송분까지는 대부도 삼촌들과 진행자를 전부 교체하고 매주 주말 농장을 가꾸고 심층 취재물을 방송, 전달하는 형식이 되었다.

## 슬로건
- 청춘이여 영원하라 청춘~ 불패!

## 촬영 장소
- 경기도 안산시 대부도 남3리마을(행낙곡마을)
- 아이돌촌 : 새 주소 - 경기도 안산시 단원구 고랫부리길 100 (대부남동) / 지번 주소 - 대부남동 609-16번지

## 방송 시간

### 본방송
| 방송 채널 | 방송 기간                                                           | 방송 시간                                |
| --------- | ------------------------------------------------------------------- | ---------------------------------------- |
| KBS 2TV   | 2011년 11월 12일 ~ 2012년 3월 31일                                  | 매주 토요일 밤 11:05 ~ 밤 12:15 (70분)   |
| KBS 2TV   | 2012년 4월 7일 ~ 5월 12일 6월 2일 ~ 10월 13일, 11월 3일 ~ 11월 17일 | 매주 토요일 저녁 5:05 ~ 저녁 6:15 (70분) |
| KBS 2TV   | 2012년 5월 19일 ~ 5월 26일                                          | 매주 토요일 오후 4:55 ~ 저녁 6:05 (70분) |
| KBS 2TV   | 2012년 10월 27일                                                    | 토요일 저녁 5:05 ~ 저녁 6:00 (55분)      |

### 재방송
| 방송 채널 | 프로그램명       | 방송 기간                          | 방송 시간                                | 방송 시간 |
| --------- | ---------------- | ---------------------------------- | ---------------------------------------- | --------- |
| KBS 2TV   | 청춘불패2        | 2011년 11월 18일 ~ 12월 9일        | 매주 금요일 오후 1:00 ~ 오후 2:10 (70분) |           |
| KBS 2TV   | 청춘불패2        | 2012년 2월 3일 ~ 2월 17일          | 매주 금요일 낮 12:00 ~ 오후 1:00 (60분)  |           |
| KBS 2TV   | 청춘불패2        | 2012년 3월 8일 ~ 3월 29일          | 매주 목요일 오후 1:00 ~ 오후 2:10 (70분) |           |
| KBS 2TV   | 청춘불패2        | 2012년 4월 5일                     | 목요일 오후 1:00 ~ 오후 2:00 (60분)      |           |
| KBS 2TV   | 청춘불패2        | 2012년 4월 12일                    | 목요일 오후 1:00 ~ 오후 1:50 (50분)      |           |
| KBS 2TV   | 청춘불패2        | 2012년 4월 19일                    | 목요일 오후 1:00 ~ 오후 1:40 (40분)      |           |
| KBS 2TV   | 청춘불패2 스페셜 | 2011년 12월 17일 ~ 2012년 1월 21일 | 매주 토요일 오전 11:05 ~ 낮 12:15 (70분) |           |

## 진행자

### 현재 진행
- 이영자
- 붐
- 김신영

### G8 → G5
- 효연 (소녀시대)
- 수지 (미쓰에이)
- 보라 (씨스타)
- 김예원 (쥬얼리)
- 강지영 (카라)

### 당나귀
- 하당이
- 까당이

## 관련 인물

### 하차 멤버
- 이수근 (1대 소촌장)
- 지현우
- 엠버 (f(x))
- 고우리 (레인보우)
- 써니 (소녀시대)

### 역대 해설자(내레이션)
- 1, 15(후반부)회 : 은영(엠버)
- 2, 10, 17(후반부), 32(전반부)회 : 지영
- 3, 11(후반부), 16(후반부)회 : 수지
- 4, 6회 : 써니
- 5, 12회 : 보라
- 7, 13회 : 효연
- 8회 : 예원
- 9, 11(전반부)회 : 우리

### 역대 게스트
- 노주현 - 5회 출연
- 임하룡 - 9회 출연
- 송대관, 태진아 - 12회 출연
- 2AM (멤버 - 조권, 임슬옹, 정진운, 이창민) - 17회 출연
- 최홍만 - 19회 출연
- 신화 (멤버 - 이민우, 김동완, 신혜성, 전진, 에릭, 앤디), 한민관 - 20회 출연
- 씨엔블루 (멤버 - 정용화, 이정신) - 21회, 22회 출연
- 소녀시대 (멤버 - 태연), 브라운아이드걸스 (멤버 - 나르샤) - 22회 출연
- 공형진 - 23회 출연
- 슈퍼주니어 (멤버 - 성민) - 24회 출연
- 포미닛 (멤버 - 김현아, 권소현), 박상면 - 25회 출연
- 신화 (멤버 - 앤디), 이현우, 백성현, 인피니트 (멤버 - 엘), 노을 (멤버 - 강균성), 박휘순 - 26회 출연
- 시크릿 (멤버 - 한선화), 티아라 (멤버 - 효민), 주상욱, 인교진 - 27회 출연
- 조민기, 손병호 - 28회 출연
- 카라 (멤버 - 구하라), 강동호, 강지섭 - 29회 출연
- 백지영 - 30회 출연
- 2AM (멤버 - 조권), 엠블랙 (멤버 - 이준), 제국의 아이들 (멤버 - 황광희) - 31회 출연
- 2PM (멤버 - 우영) - 33회 출연
- 비스트 (멤버 - 손동운, 양요섭, 용준형, 윤두준, 이기광, 장현승) - 37회 출연
- 정훈, 송대남, 김재범, 조준호 - 38회 출연
- 브로닌 멀렌, 따루 살미넨, 비앙카 모블리, 아비가일 알데레떼 (미녀들의 수다 멤버) - 44회 출연

## 수상 경력
- 2011년 제10회 KBS 연예대상

- 쇼.오락 남자부문 최우수상 : 이수근

- 2012년 제11회 KBS 연예대상

- 쇼.오락 여자부문 최우수상 : 이영자
- 쇼.오락 여자부문 신인상 : 수지

## 같이 보기
- 우리 결혼했어요 (MBC) (동시간대 경쟁 프로그램)
- 스타 주니어쇼 붕어빵 (SBS) (동시간대 경쟁 프로그램)
- 청춘불패 시즌1 (2009 ~ 2010년)
- 해피선데이 코너 남자의 자격
- 청춘불패 2 - X

| KBS 2TV 토요일 저녁 5시대 프로그램               | KBS 2TV 토요일 저녁 5시대 프로그램             | KBS 2TV 토요일 저녁 5시대 프로그램           |
| 이전 작품                                        | 작품명                                         | 다음 작품                                    |
| ------------------------------------------------ | ---------------------------------------------- | -------------------------------------------- |
| 가족의 탄생 (2011년 11월 12일 ~ 2012년 3월 31일) | 청춘불패 2 (2012년 4월 7일 ~ 2012년 11월 17일) | 슈퍼독 (2013년 10월 26일 ~ 2013년 12월 28일) |